# Hakima Boucetta
Hakima Boucetta, née le 3 janvier 1983 à Alger, est une footballeuse internationale algérienne jouant au poste de défenseuse.

## Biographie

### Joueuse

#### Carrière en club
Hakima Boucetta joue notamment pour le CF.Casbah, l'A.S.E. Alger Centre, la JS Kabylie et Abou Dhabi FC.

#### Carrière internationale
Elle dispute les Jeux africains de 2003 qui se déroulent au Nigeria,.

### Entraîneuse
Hakima Boucetta commence sa carrière d’entraineuse au sein du Abou Dhabi FC. Elle travaille ensuite pour les clubs de Smouha, en Égypte, et d'Al-Amal, en Arabie Saoudite.

## Palmarès
- Coupe d'Égypte  :
  - Vainqueur : 2025